# Boucé (Allier)
Pour les articles homonymes, voir Boucé.
Boucé est une commune française, située dans le département de l'Allier en région Auvergne-Rhône-Alpes.

## Géographie

### Localisation
Jusqu'en mars 2015, Boucé faisait partie du canton de Varennes-sur-Allier. À la suite du redécoupage des cantons du département, la commune est rattachée au canton de Saint-Pourçain-sur-Sioule.
Sept communes sont limitrophes de Boucé :
| Montoldre |                     | Treteau          |
| Rongères  | Boucé               | Cindré           |
| Langy     | Saint-Gérand-le-Puy | Montaigu-le-Blin |

### Hydrographie
La commune est traversée par le Valençon, affluent rive droite de l'Allier long de 18,2 km prenant sa source à Cindré et se jetant à Varennes-sur-Allier.

### Transports
Les routes départementales 23 (liaison de Varennes-sur-Allier à Trézelles), 32 (vers Saint-Gérand-de-Vaux et Montaigu-le-Blin) et 568 (vers Treteau) passent par le centre de la commune.

### Climat
Pour des articles plus généraux, voir Climat d'Auvergne-Rhône-Alpes et Climat de l'Allier.
En 2010, le climat de la commune est de type climat océanique dégradé des plaines du Centre et du Nord, selon une étude du CNRS s'appuyant sur une série de données couvrant la période 1971-2000. En 2020, Météo-France publie une typologie des climats de la France métropolitaine dans laquelle la commune est dans une zone de transition entre le climat océanique altéré et le climat de montagne ou de marges de montagne et est dans la région climatique Centre et contreforts nord du Massif Central, caractérisée par un air sec en été et un bon ensoleillement.
Pour la période 1971-2000, la température annuelle moyenne est de 11,1 °C, avec une amplitude thermique annuelle de 16,2 °C. Le cumul annuel moyen de précipitations est de 790 mm, avec 10,8 jours de précipitations en janvier et 7,4 jours en juillet. Pour la période 1991-2020, la température moyenne annuelle observée sur la station météorologique de Météo-France la plus proche, sur la commune de Paray-sous-Briailles à 10 km à vol d'oiseau, est de 11,7 °C et le cumul annuel moyen de précipitations est de 744,7 mm,. Pour l'avenir, les paramètres climatiques de la commune estimés pour 2050 selon différents scénarios d'émission de gaz à effet de serre sont consultables sur un site dédié publié par Météo-France en novembre 2022.

## Urbanisme

### Typologie
Au 1er janvier 2024, Boucé est catégorisée commune rurale à habitat très dispersé, selon la nouvelle grille communale de densité à 7 niveaux définie par l'Insee en 2022.
Elle est située hors unité urbaine et hors attraction des villes,.

### Occupation des sols

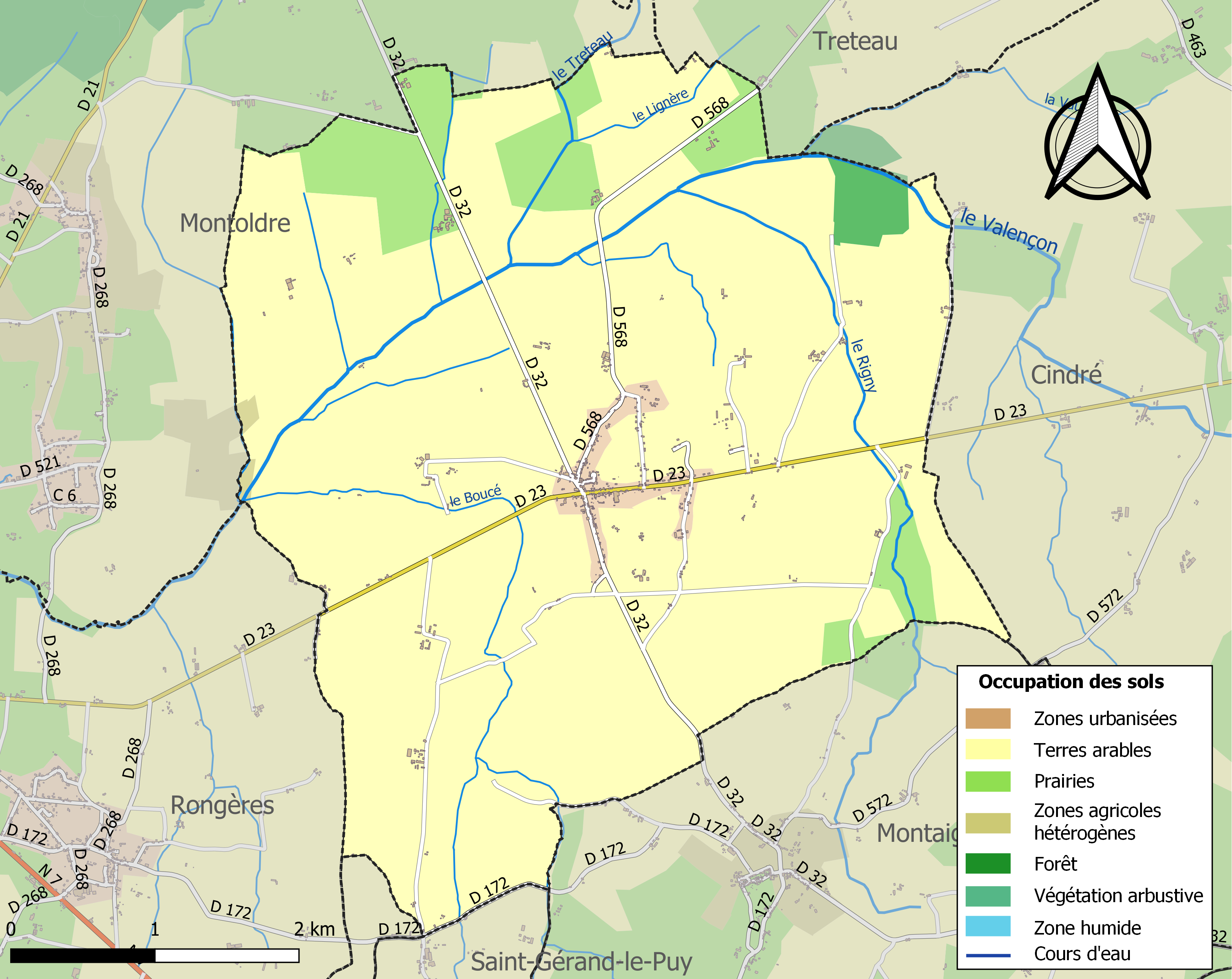
Carte des infrastructures et de l'occupation des sols de la commune en 2018 (CLC).

L'occupation des sols de la commune, telle qu'elle ressort de la base de données européenne d’occupation biophysique des sols Corine Land Cover (CLC), est marquée par l'importance des territoires agricoles (96,8 % en 2018), en diminution par rapport à 1990 (98,5 %). La répartition détaillée en 2018 est la suivante : 
terres arables (88,2 %), prairies (8,4 %), zones urbanisées (2 %), forêts (1,2 %), zones agricoles hétérogènes (0,2 %).
L'IGN met par ailleurs à disposition un outil en ligne permettant de comparer l’évolution dans le temps de l’occupation des sols de la commune (ou de territoires à des échelles différentes). Plusieurs époques sont accessibles sous forme de cartes ou photos aériennes : la carte de Cassini (XVIIIe siècle), la carte d'état-major (1820-1866) et la période actuelle (1950 à aujourd'hui).

## Politique et administration

### Découpage territorial
La commune de Boucé est membre de la communauté de communes Entr'Allier Besbre et Loire, un établissement public de coopération intercommunale (EPCI) à fiscalité propre créé le 1er janvier 2017 dont le siège est à Varennes-sur-Allier. Ce dernier est par ailleurs membre d'autres groupements intercommunaux.
Sur le plan administratif, elle est rattachée à l'arrondissement de Vichy, au département de l'Allier et à la région Auvergne-Rhône-Alpes. Sur le plan électoral, elle dépend du  canton de Saint-Pourçain-sur-Sioule pour l'élection des conseillers départementaux, depuis le redécoupage cantonal de 2014 entré en vigueur en 2015, et de la première circonscription de l'Allier  pour les élections législatives, depuis le dernier découpage électoral de 2010.

### Administration municipale
| Période                                  | Période                      | Identité         | Étiquette | Qualité                           |
| ---------------------------------------- | ---------------------------- | ---------------- | --------- | --------------------------------- |
| Les données manquantes sont à compléter. |                              |                  |           |                                   |
| mars 2001                                | mai 2012                     | Roselyne Favier  |           |                                   |
| juin 2012                                | avril 2014                   | Raymond Lustière |           |                                   |
| avril 2014                               | En cours (au 8 juillet 2020) | Roseline Gourdon |           | Assistante sociale Réélue en 2020 |

## Population et société

### Démographie
L'évolution du nombre d'habitants est connue à travers les recensements de la population effectués dans la commune depuis 1793. Pour les communes de moins de 10 000 habitants, une enquête de recensement portant sur toute la population est réalisée tous les cinq ans, les populations de référence des années intermédiaires étant quant à elles estimées par interpolation ou extrapolation. Pour la commune, le premier recensement exhaustif entrant dans le cadre du nouveau dispositif a été réalisé en 2008.

En 2022, la commune comptait 499 habitants, en évolution de −2,92 % par rapport à 2016 (Allier : −1,38 %, France hors Mayotte : +2,11 %).
| 1793 | 1800 | 1806 | 1821 | 1831 | 1836 | 1841 | 1846 | 1851 |
| ---- | ---- | ---- | ---- | ---- | ---- | ---- | ---- | ---- |
| 608  | 769  | 854  | 822  | 819  | 874  | 853  | 840  | 773  |

| 1856 | 1861 | 1866 | 1872 | 1876  | 1881  | 1886  | 1891  | 1896  |
| ---- | ---- | ---- | ---- | ----- | ----- | ----- | ----- | ----- |
| 778  | 752  | 909  | 960  | 1 008 | 1 023 | 1 013 | 1 060 | 1 029 |

| 1901 | 1906  | 1911 | 1921 | 1926 | 1931 | 1936 | 1946 | 1954 |
| ---- | ----- | ---- | ---- | ---- | ---- | ---- | ---- | ---- |
| 995  | 1 004 | 982  | 830  | 822  | 843  | 792  | 759  | 748  |

| 1962 | 1968 | 1975 | 1982 | 1990 | 1999 | 2006 | 2008 | 2013 |
| ---- | ---- | ---- | ---- | ---- | ---- | ---- | ---- | ---- |
| 686  | 648  | 600  | 575  | 532  | 512  | 546  | 556  | 523  |

| 2018 | 2022 | - | - | - | - | - | - | - |
| ---- | ---- | - | - | - | - | - | - | - |
| 502  | 499  | - | - | - | - | - | - | - |

### Enseignement
Boucé dépend de l'académie de Clermont-Ferrand. Elle gère l'école élémentaire publique L. Aimé et J. Jutier (40 élèves).
Hors dérogations à la carte scolaire, les collégiens se rendent à Varennes-sur-Allier et les lycéens à Saint-Pourçain-sur-Sioule (lycée Blaise-de-Vigenère).

## Culture locale et patrimoine

### Lieux et monuments
- Château du XVe siècle[25].
- Église Notre-Dame de Boucé.